# ساکی هایاشی
ساکی هایاشی (انگلیسی: Saki Hayashi؛ زادهٔ ۱۶ مارس ۱۹۹۵) بازیکن بسکتبال اهل ژاپن است.
وی در مسابقات کشوری و بین‌المللی در مجموع برندهٔ ۲ مدال طلا، ۵ مدال نقره، ۱ مدال برنز شده‌است.